# Площадь Старой Ратуши
Площадь Старой Ратуши — площадь на территории Старого города Выборга, на пересечении улиц Крепостной, Северный Вал и Южный Вал, самая старая из существующих выборгских площадей. Соединяется Крепостным мостом с другой предмостной площадью — Петровской.

## История

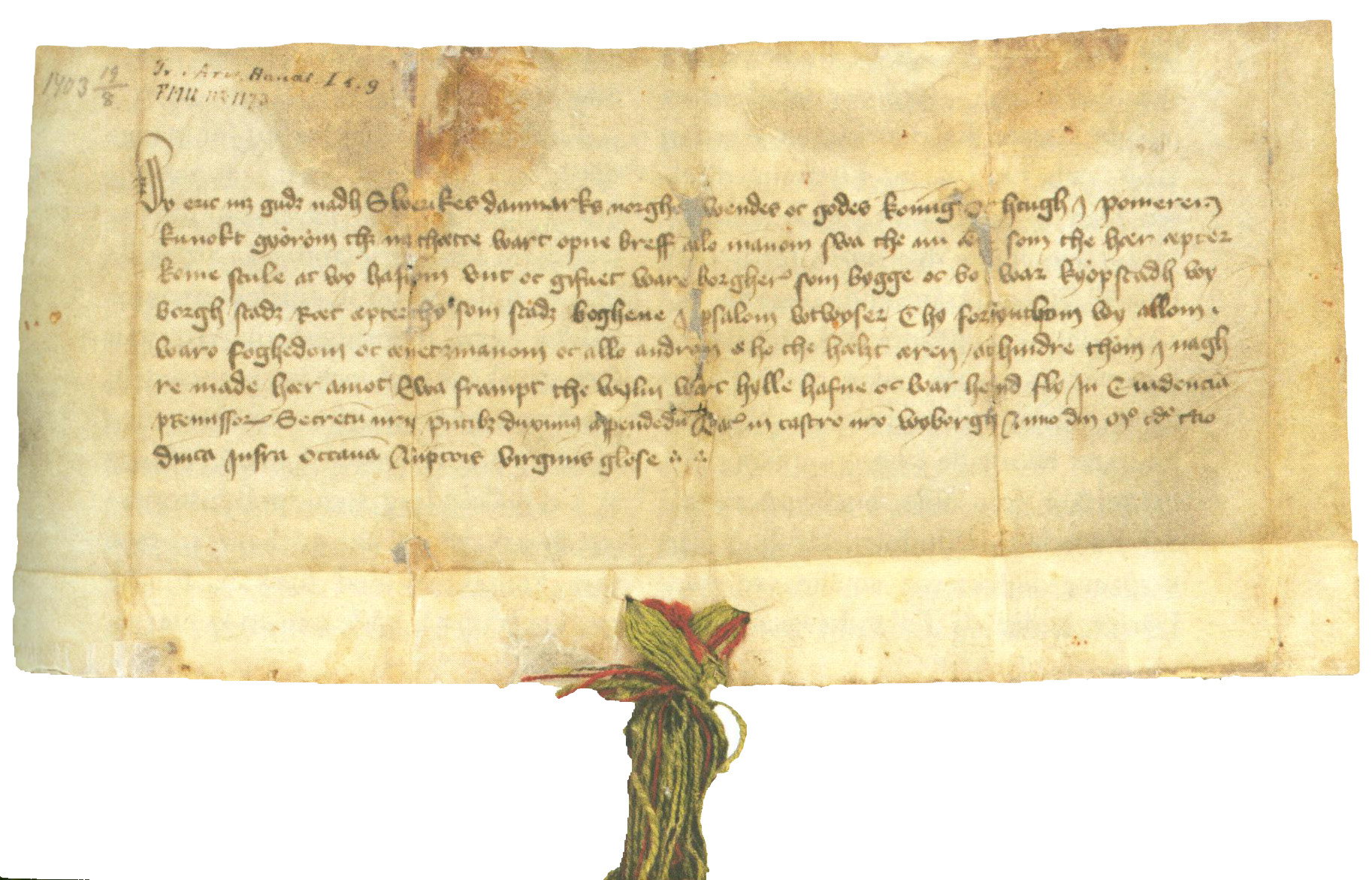
Грамота Эрика Померанского

Площадь сформировалась в XIV веке между городским собором и Абоским мостом в качестве главной площади города. Считается, что именно на ней в 1403 году был торжественно зачитан указ шведского короля Эрика Померанского о даровании Выборгу прав города. Первоначальная застройка шведского Выборга была хаотичной: вдоль извилистых средневековых улиц стояли бюргерские дома, главным образом деревянные. К самым значительным каменным сооружениям относились здания бывших католических соборов с островерхими крышами — городских доминант, вокруг которых сформировались четыре площади. В ходе реализации разработанного в 1639 году инженером А. Торстенсоном нового городского плана регулярной застройки с заменой деревянных домов каменными из четырёх старых площадей была сохранена только одна. Она приобрела современную форму, близкую к прямоугольной, при этом её размеры сильно сократились и городской собор оказался за пределами площади, на которой было возведено здание ратуши. На плане Выборга 1703 года указано название Stads Torget («Городская площадь»), однако оно было вытеснено названием «Ратушная площадь».

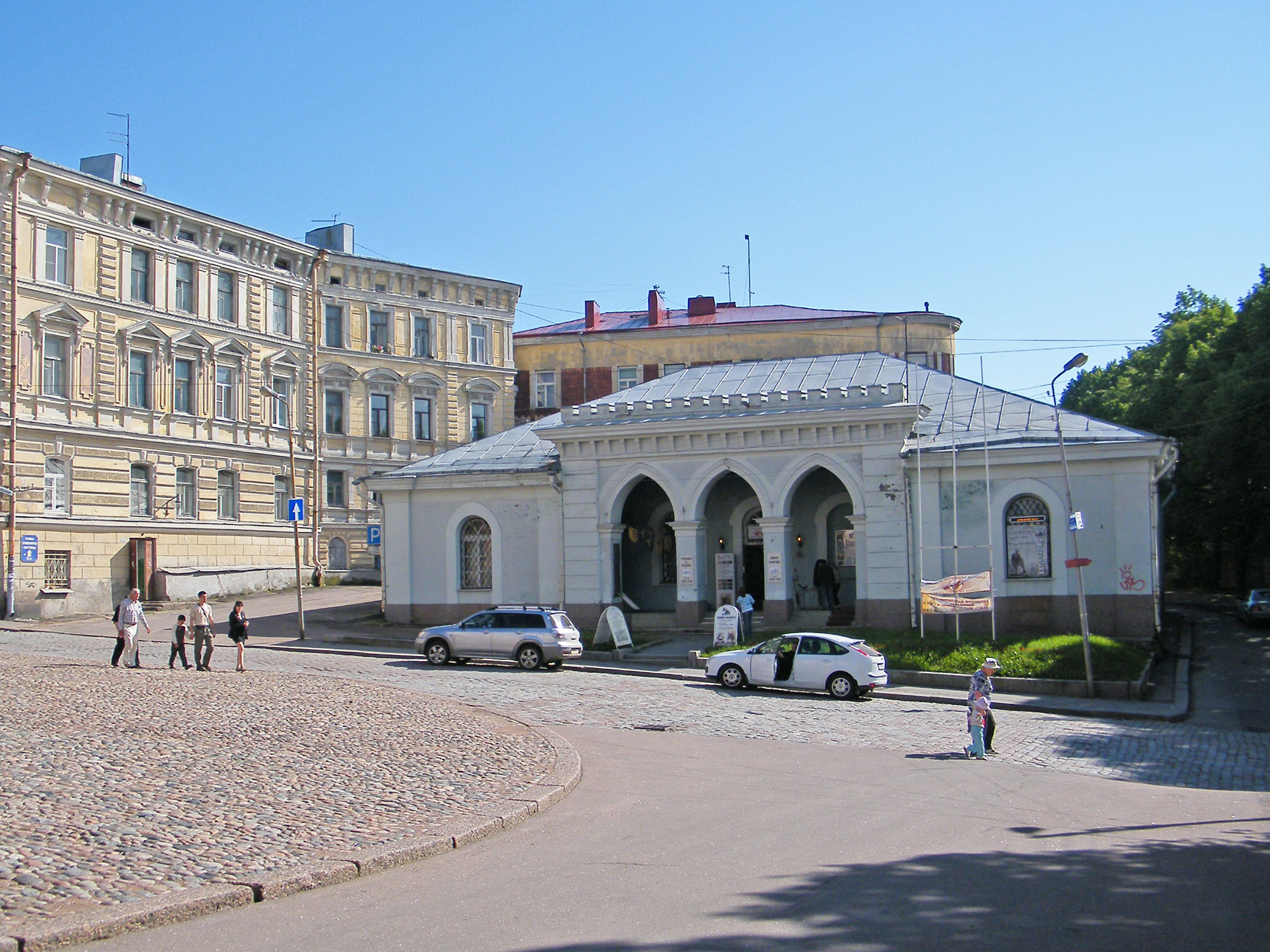
Гауптвахта

В 1776 году по проекту архитектора К. И. Шпекле на южной стороне площади у городских ворот было выстроено одноэтажное здание гауптвахты в стиле классицизма, перестроенное в 1857 году в неоготическом стиле. Возведённый купцом А. Борхардтом 1650 году на северной стороне площади купеческий дом сменил много владельцев и много раз перестраивался. В 1724 году дом принадлежал М. Пюльсе, тестю Витуса Беринга, по предположениям исследователей, проживавшего в этом доме в течение пяти месяцев. Затем дом перешёл во владение богатейших выборгских купцов Векрутов (Векроотов). Здание было одним из самых представительных в городе. В 1772 году в нём останавливалась императрица Екатерина II.

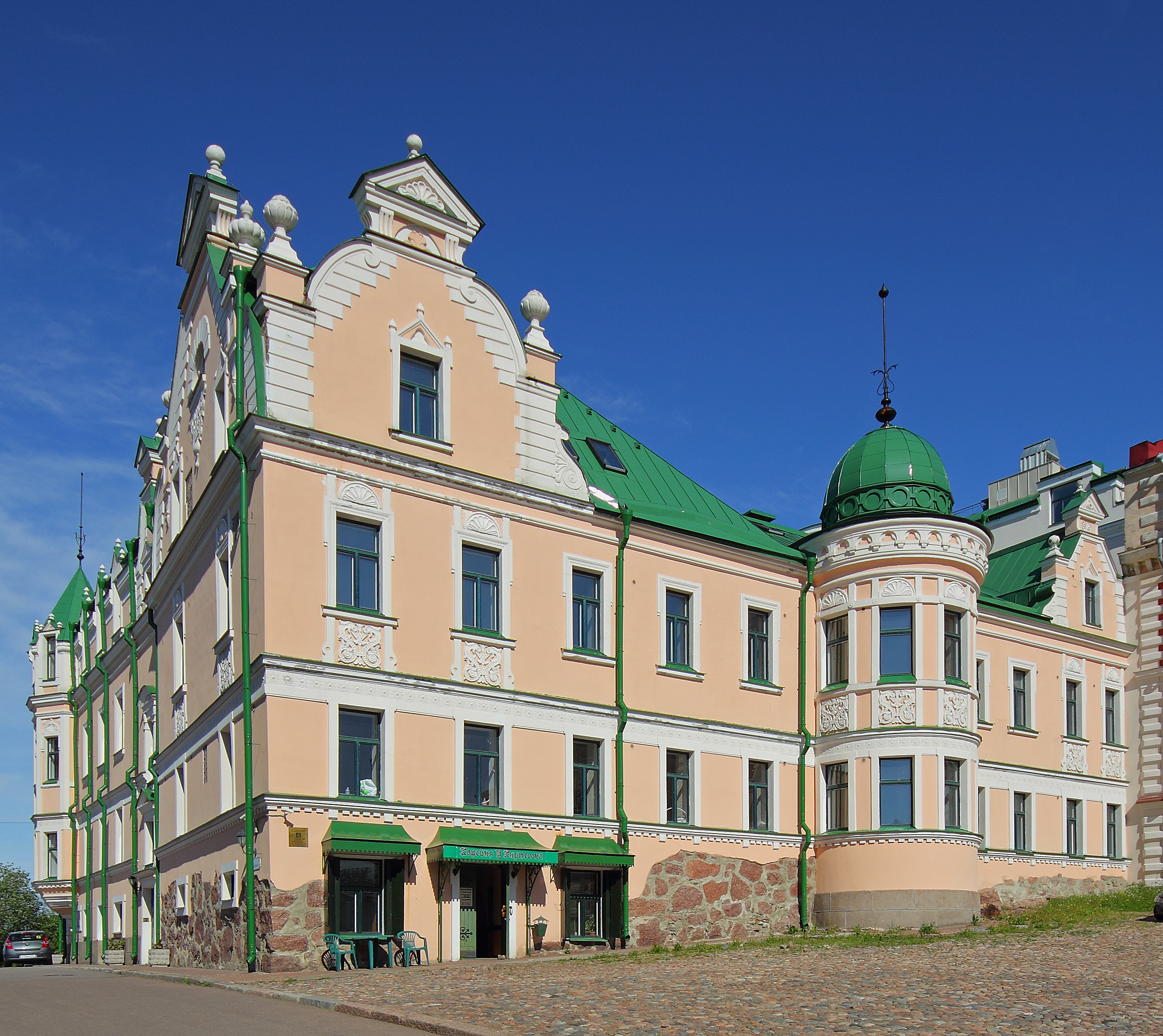
Бывший дом Векрута

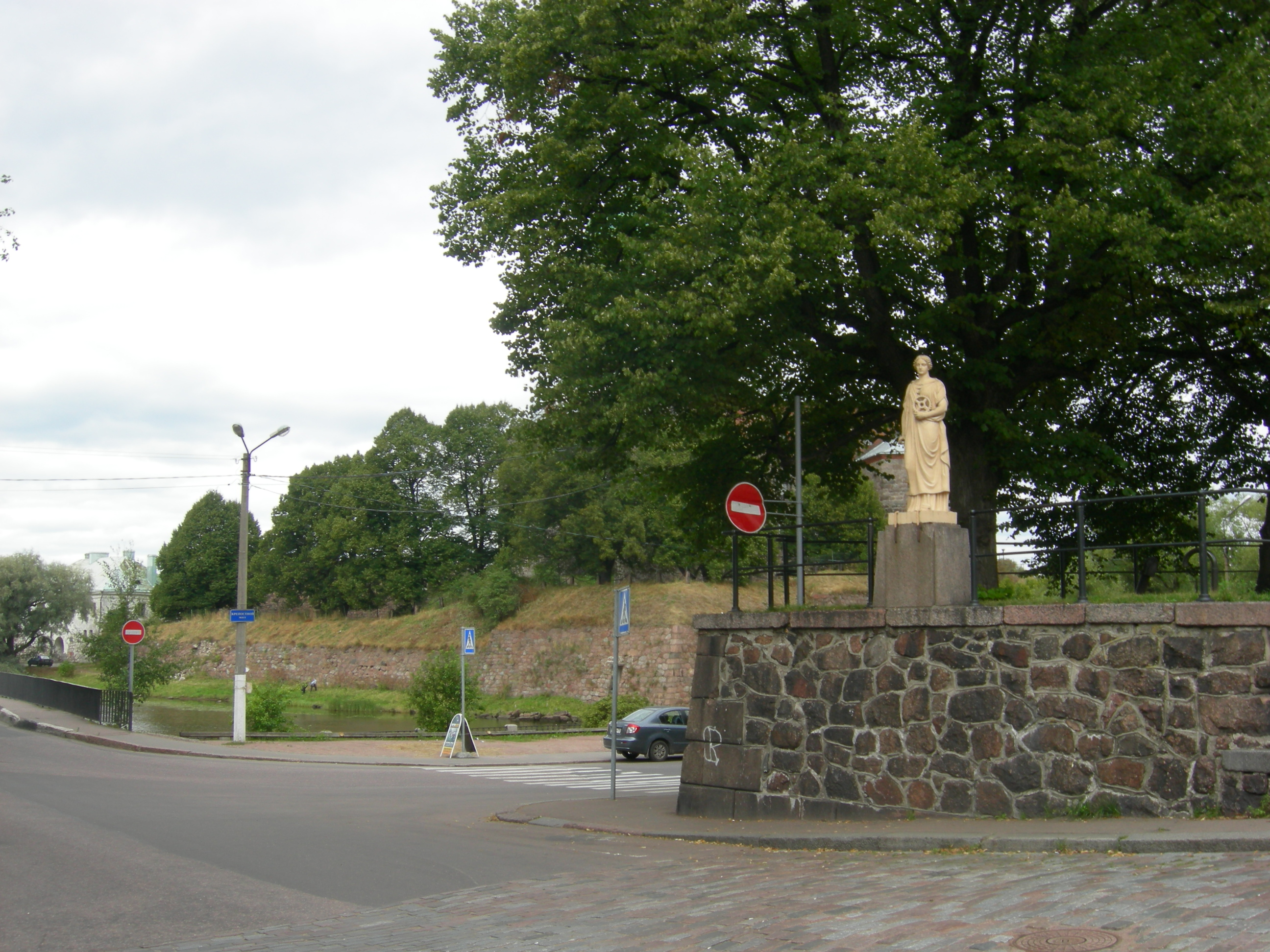
Статуя «Промышленность»

К XIX веку площадь уступила статус главной Соборной площади, получив название площадь Старой Ратуши. Назначение зданий, формировавших площадь (бывшей ратуши и дома Борхардта), неоднократно менялось, в отличие от здания гауптвахты, у которого располагался постоянный караул. Городские ворота на ночь запирались, и часовые требовали пропуск у всякого приближающегося к городским стенам. Пост сохранился и после того, как в конце XIX века Выборгская городская стена была разобрана. На месте городских ворот в 1870-х годах были установлены аллегорические женские статуи: «Промышленность» и «Морская торговля». Архитектором Ю. Я. Аренбергом был выполнен проект реконструкции площади, предусматривавший установку памятника Торгильсу Кнутссону работы скульптора Вилле Вальгрена. Площадь приобрела неоренессансный облик: бывший дом Борхардта был перестроен в 1897 году по проекту архитектора Э. Диппеля, архитектор Б. Бломквист реконструировал под историко-этнографический музей бывшее здание ратуши, а несколько ранее поэтапно были перестроены и объединены принадлежавшие предпринимателю Э.Вольфу дома на юго-восточной стороне площади.

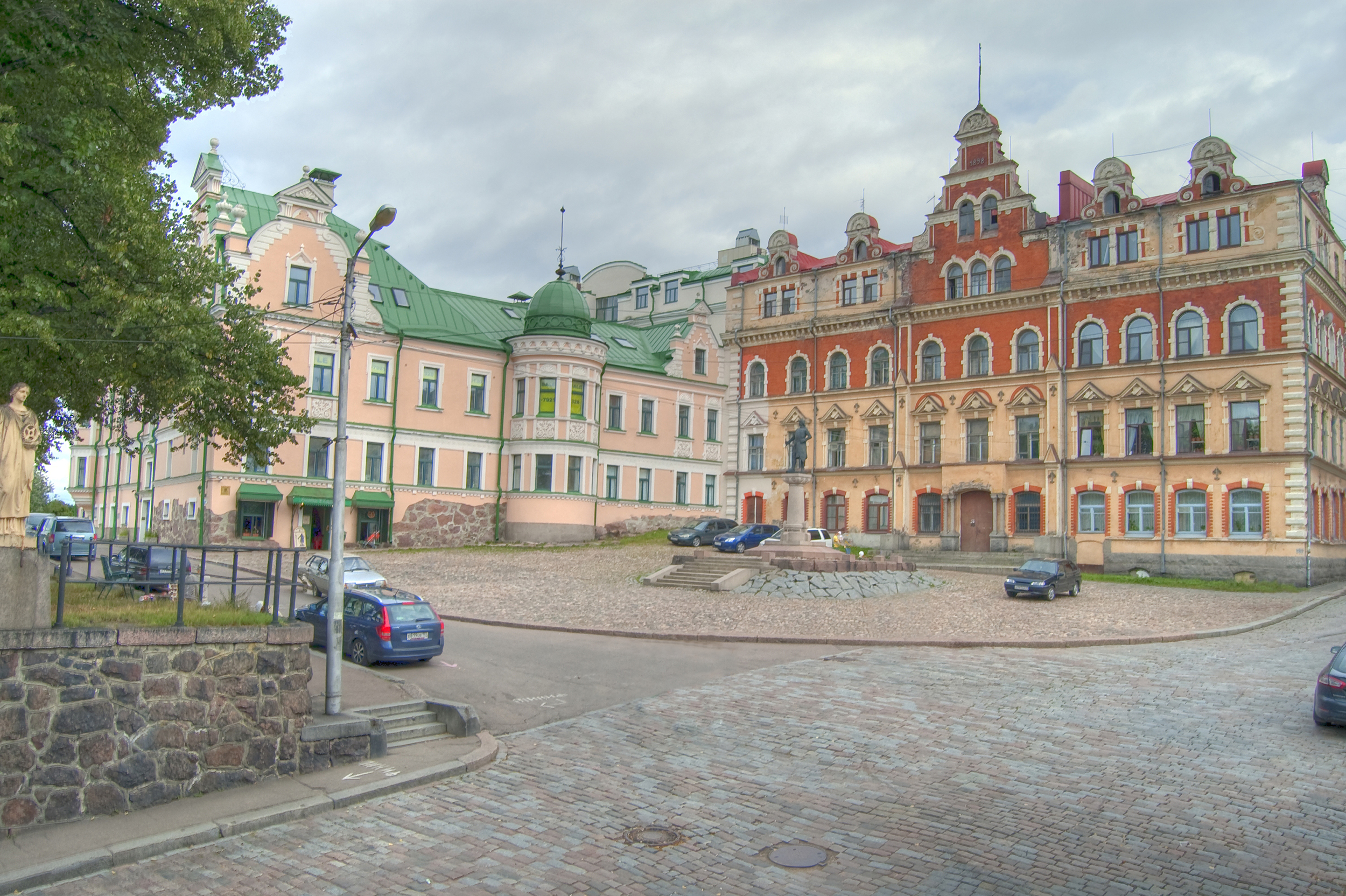
Памятник Кнутссону перед зданием Старой ратуши

С 1929 года, после провозглашения независимости Финляндии и до Советско-финских войн (1939—1944), площадь носила имя Торкеля Кнутссона, затем была переименована в Крепостную, а с 2009 года снова называется площадью Старой Ратуши. С 2008 года, после разделения всей территории Выборга на микрорайоны, площадь относится к Центральному микрорайону города. Разрушенные в военное время здания были перестроены в жилые дома. Памятник Кнутссону, снятый в 1948 году, в 1993 году возвращён на прежнее место. Бывшая гауптвахта приспособлена под кафе и сувенирный магазин.